# Robert Badinter
Robert Badinter (Parigi, 30 marzo 1928 – Parigi, 9 febbraio 2024) è stato un avvocato e politico francese.
Iscritto al partito socialista, fu più volte ministro della Giustizia e divenne noto come uno dei principali portabandiera della campagna politica che portò nel 1981 all'abolizione della pena di morte in Francia. Di professione avvocato, fu presidente del Consiglio costituzionale nonché senatore dal 1995 al 2011. Nelle istituzioni europee ricoprì diversi incarichi fra i quali quello di membro supplente della Convenzione Europea (2003-2005).
È considerato una delle personalità più autorevoli del mondo politico e intellettuale francese. I suoi frequenti interventi sulla stampa (soprattutto sul quotidiano della sera Le Monde) e alla televisione, solitamente per sostenere cause umanitarie, furono sempre seguiti con grande attenzione e rispetto.

## Biografia
Robert Badinter nacque a Parigi il 30 marzo 1928 da una famiglia di commercianti ebrei. Il padre e numerosi parenti, deportati durante l'occupazione nazista di Parigi, persero la vita nei campi di sterminio.

### Studi e carriera accademica
Si laureò nel 1947 in lettere all'università della Sorbona di Parigi e nel 1948 in giurisprudenza. Ottenne un diploma di «Master of Arts» alla Columbia University nel 1949. Conseguì il dottorato in diritto alla facoltà di giurisprudenza dell'università della Sorbona di Parigi nel 1954. Fu il vincitore nel 1965 del concorso a professore "agrégé". Ricercatore, e poi professore ordinario nelle facoltà di giurisprudenza delle università di Digione, Besançon e Amiens, nel 1974 fu chiamato all'università "Panthéon-Sorbonne" di Parigi, dove insegnò fino al 1994, anno del collocamento a riposo divenendo professore emerito.

### Avvocato
Divenne avvocato nel 1951. Alla fine degli anni cinquanta si recò a Roma dove collaborò con un importante studio legale italiano, occupandosi soprattutto di cinema e tutela del diritto d'autore. Tornato in Francia, si dedicò esclusivamente al campo penale.

### Oppositore della pena di morte
Nel 1975 pronunciò davanti alla corte d'assise di Troyes un'arringa memorabile, nel corso della quale sferrò un veemente attacco contro la pena di morte allora in vigore in Francia. Ottenne che l'imputato, l'infanticida Patrick Henry, fosse condannato all'ergastolo anziché alla pena capitale richiesta dal pubblico ministero e da gran parte dell'opinione pubblica. Fu quello il primo passo di una lunga battaglia conclusasi infine solo nel 1981.

### Ministro della giustizia di Mitterrand
Alle elezioni presidenziali del 1974 e del 1981 sostenne la candidatura del socialista François Mitterrand. Questi fu eletto il 10 maggio 1981, e il 23 giugno Badinter fu nominato guardasigilli, ministro della giustizia nel secondo governo di Pierre Mauroy.
Venne riconfermato ministro della giustizia nel governo di Laurent Fabius nel 1984. Si dimise il 18 febbraio 1986, un mese prima delle elezioni legislative, giacché nominato da François Mitterrand presidente del Consiglio costituzionale. Rimase in carica fino alla scadenza del mandato nel marzo 1995.

#### Abolizione della pena di morte
Appena insediato, presentò all'Assemblée Nationale un disegno di legge per l'abolizione della pena capitale, iniziando il suo discorso con le celebri parole: "Signori deputati, ho l'onore di chiedere l'abolizione della pena di morte". La legge venne approvata il 18 ottobre 1981.

#### Riforma del codice penale
Insediò anche una commissione di giuristi, con l'incarico di riformare in senso garantista il codice penale del 1810. Dopo la pausa dovuta al ritorno del centrodestra al governo nel 1986, il cammino della riforma venne ripreso nel 1988 dal guardasigilli Pierre Arpaillange e concludendosi poi nel 1992.

### Senatore

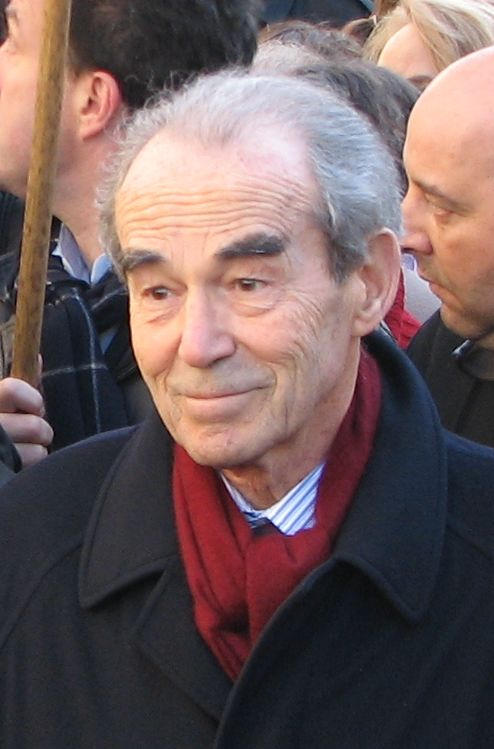
Robert Badinter durante una protesta contro la pena di morte, il 3 febbraio 2007

Eletto senatore per il Partito Socialista il 24 settembre 1995, fu rieletto al Senato nel 2004 per un mandato di sei anni (prorogati a sette da una riforma). Nel gennaio 2010 fu eletto presidente del Comitato di deontologia parlamentare del Senato.

### Presidente del Consiglio costituzionale
Dopo le dimissioni da guardasigilli avvenuta nel 1986, il 4 marzo dello stesso anno fu nominato da François Mitterrand presidente del Consiglio costituzionale. Rimase in carica fino alla scadenza del mandato nel marzo 1995.

### Membro della Convenzione europea
Fu membro supplente della Convenzione europea dal 2003 al 2005.

### Decesso
Badinter morì nel 2024.

## Vita privata
Si sposò in prime nozze nel 1957 con l'attrice Anne Vernon da cui divorziò nel 1965. Si risposò poi una seconda volta nel 1966 con la saggista e scrittrice Élisabeth Badinter con la quale rimase unito fino alla morte.

## Pubblicazioni in italiano
- Contro la pena di morte, Spirali, 2007 - EAN 9788877707864
- L'esecuzione, Spirali, 2008 - ISBN 9788877708229
- L'abolizione, Spirali, 2009 - ISBN 9788877708236